# N.I.B.
«N.I.B» es una canción lanzada por la banda británica de heavy metal, Black Sabbath. 
Primero apareció como el cuarto tema del primer álbum de la banda Black Sabbath. 
La letra está en primera persona desde el punto de vista de Lucifer. 
El compositor Geezer Butler ha dicho que "la canción era sobre el diablo enamorándose y cambiando totalmente, convirtiéndose en una buena persona."
Comienza con un solo de bajo por Geezer Butler, titulado "Basically" en algunos lanzamientos estadounidenses. 
Eso implicó el uso de Wah-Wah en su bajo y fue grabado en una sola toma, notando como el control de volumen del amplificador es audiblemente sintonizado antes de que la introducción distorsionada de bajo de N.I.B..
El riff principal (también la deliberada voz de Ozzy Osbourne) se ha notado influenciada por el sonido de la canción de Cream referida como una "profanación escandalosa a la banda Cream"..

## Significado del título
El título de la canción fue ampliamente rumoreado como "Nativity in Black" (en español: Natividad en Negro) y también como "Name in Blood" (en español: "Nombre en Sangre"). 
En una entrevista de 1992, Geezer Butler declaró que el título simplemente se refería a la barba de Bill Ward, que en esa época la tenía como la forma de la punta de una pluma estilográfica - que en inglés se dice: "Nib" - Aparentemente, Geezer Butler dijo: "Originalmente era Nib ( punta de pluma estilográfica en inglés ) por la barba de Bill. 
Cuando escribí "N.I.B", no podía pensar en un título para la canción, así que simplemente la llamé Nib, haciendo referencia a la barba de Bill. 
Para hacerlo más intrigante le puse unos puntos para convertirlo en N.I.B. Cuando fuimos a América lo tradujeron como Natividad en Negro"
"Nativity in Black" también usado para el título de una serie de álbumes tributo a Black Sabbath. 
Se puede oír a Ronnie James Dio mencionarlo (pero no confirmarlo) en varias grabaciones en vivo de la banda a comienzos de los 80 y en el CD en vivo Live at Hammersmith Odeon, grabado en 1982.

## Versiones y otros usos
Muchas bandas han versionado esta canción, incluyendo a Caving In, Type O Negative, Ugly Kid Joe, Anacrusis y Pitchshiffter. En el año 2000, Ozzy Osbourne y Primus grabaron esta canción para el álbum Nativity In Black II.
Esta versión además aparece en el Box Set de Ozzy Osbourne Prince of Darkness
La canción apareció brevemente en el película dramática sobre la Guerra de Vietnam, Music Within. También apareció en la cobertura de la BBC Fórmula 1. 
También se puede destacar la aparición de la canción en la película The Hangover Part III. Fue versionada en el álbum Skeletons de Glenn Danzig.

## Lista de canciones
Vinilo de 7"
1. "N.I.B (Radio Edit)" – 3:52